# Старые Богены
Старые Богены (рум. Boghenii Vechi, Богений-Векь) — село в Унгенском районе Молдавии. Наряду с сёлами Новые Богены, Изворены, Мирчешты и Пояна входит в состав коммуны Новые Богены.

## География
Село расположено на высоте 164 метров над уровнем моря.

## Население
По данным переписи населения 2004 года, в селе Богений-Векь проживает 390 человек (198 мужчин, 192 женщины).
Этнический состав села:
| Национальность | Число жителей | Процентный состав |
| -------------- | ------------- | ----------------- |
| молдаване      | 364           | 93.33             |
| румыны         | 23            | 5.9               |
| украинцы       | 1             | 0.26              |
| русские        | 1             | 0.26              |
| болгары        | 1             | 0.26              |
| Всего          | 390           | 100%              |